# Comisión Internacional de la Historia de las Matemáticas

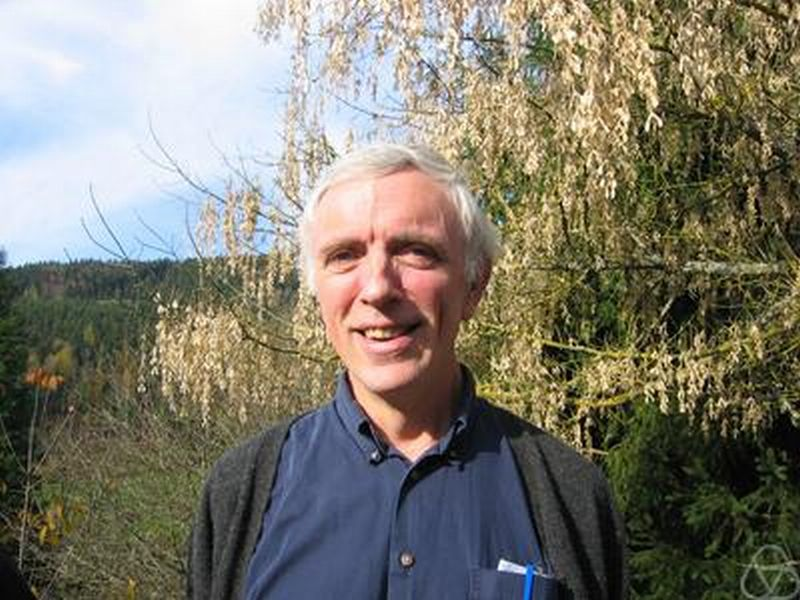
Craig Fraser, Oberwolfach 2004.

La Comisión Internacional de la Historia de las Matemáticas (International Commission on the History of Mathematics) es una fundación creada en 1971 con el fin de promover el estudio de la historia de las matemáticas. 

## Historia
El matemático e  historiador estadounidense Kenneth O. May fue su principal promotor. Desde 1974 comenzó a editarse una publicación oficial bajo el nombre de "Historia Mathematica". Cada cuatro años, la comisión entrega el Premio Kenneth O. May a la investigación y promoción internacional de la historia de la matemática.
En 1981 en Bucarest, se llevó a cabo el primero de una serie de simposios en conjunto con el Congreso Internacional de Historia de la Ciencia. En 1985 el ICHM se convirtió en una comisión intersidical de la Unión Matemática Internacional y de la International Union of History and Philosophy of Science. En 1989 el primer galardó del Premio Kenneth O. May fue entregado a Dirk Struik y Adolf P. Yushkevich.
Joseph Dauben se convirtió en presidente del comité ejecutivo de la ICHM en 1985 y procedió a reunir las contribuciones globales de 40 historiadores para la publicación 2002 del libro Writing the History of Mathematics: Its Historical Development, publicado por Birkhäuser. En su revisión, Donald Cook señaló: "Debido a que el libro no está diseñado para explorar completamente los problemas, puede plantear dudas para los lectores."